# Hemeroblemma festonata
Hemeroblemma festonata är en fjärilsart som beskrevs av Felder 1874. Hemeroblemma festonata ingår i släktet Hemeroblemma och familjen nattflyn. Inga underarter finns listade i Catalogue of Life.